# Zdzisław Kassyk
Zdzisław Kassyk (ur. 7 października 1938 w Grzegowicach) – polski koszykarz, multimedalista mistrzostw Polski, po zakończeniu kariery zawodniczej trener koszykarski i działacz sportowy, prezes Krakowskiego Okręgowego Związku Koszykówki, wiceprezes Polskiego Związku Koszykówki. 
W maju 2001 objął stanowisko prezesa Małopolskiego Związku Koszykówki. 
10 maja 2010 został wybrany na kolejną czteroletnią kadencję Prezesa Krakowskiego Okręgowego Związku Koszykówki.
Organizator turnieju koszykówki o Puchar Tatr w Nowym Targu, dla juniorskich reprezentacji ośmiu województw.

## Osiągnięcia

### Zawodnicze
- Mistrz Polski (1962, 1964)
- Brązowy medalista mistrzostw Polski (1961, 1963)
- Uczestnik rozgrywek Pucharu Europy Mistrzów Krajowych (1962/1963 – TOP 8)[4]
- Awans do najwyższej klasy rozgrywkowej ze Spartą Kraków (1967)

### Trenerskie
- Mistrzostwo Polski kobiet (1985, 1988)
- Wicemistrzostwo Polski:
  - kobiet (1987)
  - kadetów (1977)
- Awans do najwyższej klasy rozgrywkowej (1993)[5]

### Inne
- Honorowy Prezes Polskiego Związku Koszykówki[6]
- Zasłużony dla Polskiej Koszykówki - Krakowski Okręgowy Związek Koszykówki